# Alfred Fekete
Alfred Fekete (1887–1945) var en ungersk författare och manusförfattare.

## Filmmanus i urval
- 1924 - Kaddisch
- 1923 – Karusellen
- 1922 - Kinder der Zeit
- 1921 - Papa kann's nicht lassen
- 1921 - Der Schicksalstag
- 1920 - Gentlemen-Gauner
- 1919 - Der Muff

## Regi
- 1923 - Die Pagode